# Eriostethus carinatus
Eriostethus carinatus là một loài tò vò trong họ Ichneumonidae.